# 澤田貴司
澤田 貴司（さわだ たかし、1957年7月12日 - ）は、日本の実業家。石川県白山市出身。ロッテベンチャーズ・ジャパン代表取締役社長、ファミリーマート顧問、セルソース株式会社代表取締役社長CEO、フジ・メディア・ホールディングス取締役、セブン&アイ・ホールディングス取締役、株式会社リヴァンプ創業者、キアコン創業者。元株式会社ファミリーマート代表取締役副会長、社長。元ファーストリテイリング取締役副社長。

## 人物
石川県白山市(旧吉野谷村)出身。石川県立金沢桜丘高等学校入学後、下宿生活を送りながら野球部に所属するが、野球部を退部。高校時代には、アメリカ・カリフォルニア州に1ヶ月間のホームステイ経験がある。この時にお世話になったホームステイ先の主人（NASA（米航空宇宙局）に勤務する物理学者）に憧れ、理科系への進学を志す。
その後、上智大学理工学部物理学科に進学。大学時代には、アメリカンフットボール部に所属。4年時にはキャプテンを務めた。大学卒業後、伊藤忠商事入社。同社において、米国セブン-イレブンの買収等を手がける。この時父親を亡くす。1997年、ファーストリテイリング入社。成長エンジンとなる精緻なSPA（製造小売り）モデルや店舗自立型の運営手法を1998年までに確立する等の大改革を創業者の柳井正とともに成し遂げた。同社副社長在任時には柳井から次期社長就任を打診されるが固辞した。2005年、リヴァンプを玉塚元一と共に設立。
2016年9月1日発足するユニー・ファミリーマートホールディングス傘下のコンビニ事業会社であるファミリーマート（旧・サークルKサンクス）社長に、伊藤忠の意向を受けて就任した。
2019年5月1日、ユニー・ファミリーマートホールディングス社長に就任。ファミリーマート社長を兼任する。同年9月1日、ユニー・ファミリーマートHDはファミリーマートを吸収合併し、社名を「ファミリーマート」に変更し社長就任。
学生時代から松任谷由実の自宅に出入りするなど親交が深く、苗場SURF&SNOWコンサートの発案者の1人でもある。

## 経歴
- 1957年 - 石川県石川郡吉野谷村（現・白山市）に生まれる。
- 1981年 - 上智大学理工学部物理学科卒業後、伊藤忠商事入社[3]。化学品部門に配属。
- 1997年 - ファーストリテイリングに入社[3]。
- 1998年 - ファーストリテイリング副社長。
- 2002年 - ファーストリテイリングを退社。
- 2003年 - 投資ファンド運営会社KIACONを立ち上げ、代表取締役社長に就任。
- 2005年 - KIACONが投資していたコールド・ストーン・クリーマリー・ジャパンの代表取締役会長。
- 2005年 - 企業経営支援会社リヴァンプ設立[1]。同社代表パートナー。
- 2006年 - リヴァンプが再建を手がけていたロッテリア社外取締役。
- 2008年 - 野村総合研究所社外取締役。
- 2015年 - リンクアンドモチベーション社外取締役。
- 2016年
  - 5月26日 - （旧）ファミリーマート取締役専務執行役員。
  - 9月1日 - (旧) ファミリーマート代表取締役社長[1]。
- 2017年
  - 5月1日 - ユニー・ファミリーマートホールディングス副社長執行役員・事業統括本部CVS事業部長。
  - 5月23日 - ユニー・ファミリーマートホールディングス取締役副社長執行役員・事業統括本部CVS事業部長[1]。
- 2018年
  - 3月1日 - ユニー・ファミリーマートホールディングス代表取締役副社長、副社長執行役員。
- 2019年
  - 5月1日 - ユニー・ファミリーマートホールディングス代表取締役社長。
  - 9月1日 - ファミリーマート代表取締役社長[1]。
- 2021年
  - 3月1日 - ファミリーマート代表取締役副会長 [14]。
- 2022年
  - 3月1日 - ファミリーマート顧問 [15]。
- 2024年
  - 1月25日 - セルソース代表取締役社長CEO (現職) [16]
- 2025年
  - 5月27日 - セブン&アイ・ホールディングス取締役[17]。
  - 6月25日 - フジ・メディア・ホールディングス取締役[18]。

## テレビ出演
- 日経スペシャル カンブリア宮殿 王者セブンを追撃！ファミマ大改革の全貌（2017年11月2日、テレビ東京）- 出演時、ファミリーマート社長[19]。

## 書籍

### 関連書籍
- 「職業、挑戦者 澤田貴司が初めて語る「ファミマ改革」」（著者:上阪徹）（2020年5月22日、東洋経済新報社）ISBN 9784492503096